# Pareboda
Pareboda là một chi bướm đêm thuộc phân họ Tortricinae của họ Tortricidae.

## Các loài
- Pareboda prosecta Razowski, 1966